# Uwe Daßler
Uwe Daßler (né à Ebersbach le 11 février 1967) est un nageur allemand, spécialiste de demi-fond (400 et 1 500 m nage libre), représentant de la RDA, puis de l'Allemagne.

## Biographie
Aux Jeux olympiques de Séoul en 1988, Uwe Daßler est champion olympique du 400 m nage libre, termine à la 3e place du 1 500 m nage libre et, avec l'équipe de la RDA, à la 2e place du relais 4 × 200 m nage libre.
Il a été également vice-champion du monde du 400 m nage libre en 1986 à Madrid (Espagne) et champion d'Europe de cette même distance ainsi que du 1 500 m nage libre en 1985 à Sofia (Bulgarie) et du 400 m nage libre en  1987 à Strasbourg (France).
Après sa carrière sportive, il est devenu conseiller financier.

## Palmarès

### Jeux olympiques
- Jeux olympiques d'été de 1988 à Séoul (Corée du Sud) :

- -  Médaille d'or du 400 m nage libre (3 min 46 s 95)
  -  Médaille d'argent au titre du relais 4 × 200 m nage libre (7 min 13 s 68) (Uwe Daßler~Sven Lodziewski~Thomas Flemming~Steffen Zesner)
  -  Médaille de bronze du 1 500 m nage libre (15 min 6 s 15)

### Championnats du monde
- Championnats du monde de natation 1986 à Madrid (Espagne) :
  -  Médaille d'argent du 400 m nage libre (3 min 51 s 26)

### Championnats d'Europe
- Championnats d'Europe 1985 à Sofia (Bulgarie) :
  -  Médaille d'or du 400 m nage libre (3 min 51 s 52)
  -  Médaille d'or du 1 500 m nage libre (15 min 8 s 56)

- Championnats d'Europe 1987 à Strasbourg (France) :
  -  Médaille d'or du 400 m nage libre (3 min 48 s 95)
  -  Médaille d'argent du 1 500 m nage libre (15 min 2 s 30)

- Championnats d'Europe 1989 à Bonn (Allemagne de l'Ouest) :
  -  Médaille de bronze au titre du relais 4 × 200 m nage libre (7 min 17 s 79).

- Championnats d'Europe 1991 à Athènes (Grèce) :
  -  Médaille de bronze au titre du relais 4 × 200 m nage libre (7 min 19 s 13).

## Records

### Grand bassin (50 m)
- Record du monde du 400 m nage libre, le 23 septembre 1988 à Séoul, en 3 min 46 s 95.